# SN 2006ba
SN 2006ba – supernowa typu IIb odkryta 19 marca 2006 roku w galaktyce NGC 2980. W momencie odkrycia miała maksymalną jasność 18,40m.